# Roman Mrugała
Roman Mrugała (ur. 28 lutego 1918 w Chorzowie, zm. 25 marca 1987 tamże) – polski piłkarz, bramkarz.
Był piłkarzem AKS Chorzów, w polskich rozgrywkach grał zarówno przed jak i po wojnie. Zadebiutować dał Mrugale austriacki trener "amatorów" Günther Ringer w 1 kolejce ligowego sezonu 1937. Było to 11 kwietnia 1937 na stadionie AKS na Górze Wyzwolenia, a pokonanym 3:1 rywalem byli piłkarze Ruchu Hajduki Wielkie. Mrugała miał wówczas ledwie 19 lat i 42 dni. W trakcie sezonów 1937-1939 był podstawowym bramkarzem AKS, występując w okresie między 11 kwietnia 1937 a 20 sierpnia 1939 we wszystkich 46 spotkaniach.  
Po zakończeniu II wojny światowej (był podczas niej bramkarzem niemieckiego zespołu Germania) kontynuował piłkarską karierę. 1 września 1946 zagrał w wygranym 5:3 meczem eliminacji Mistrzostw Polski z Pomorzaninem Toruń. W kolejnych dwóch grach eliminacyjnych oraz meczach rundy finałowej występował jednak rywal Mrugały, 24-letni Marian Przewięda. W roku 1947 podstawowym bramkarzem AKS Chorzów był już z powrotem Mrugała - wystąpił we wszystkich 18 meczach eliminacyjnych (dwukrotnie będąc w trakcie gry zmienianym przez Konrada Kasprzaka) oraz 3 z 4 gier rundy finałowej (raz zagrał Kasprzak). W roku 1948 powróciła liga piłkarska, złożona początkowo z 14 zespołów, wśród których oczywiście nie zabrakło miejsca dla chorzowskich "amatorów". Roman Mrugała zagrał w 17 z 26 meczów, a oprócz niego bramki AKS strzegli również Marian Przewięda (8 meczów), Gerard Major (3 razy zmieniał w trakcie gry Mrugałę) oraz Leon Hajduk (1 mecz). W sezonie 1949 podstawowym bramkarzem AKS Chorzów był Antoni Janik, zaś Mrugale przyszło pełnić rolę rezerwowego. Mimo to wystąpił w 4 z 22 spotkań (raz zagrał cały mecz, dwa razy zmienił Janika, a raz zmienił go Hajduk). Zaledwie raz wybiegł na boisko Mrugała w trakcie sezonu 1950 - miało to miejsce w meczu 12 kolejki, rozegranym w Chorzowie 6 sierpnia meczu z Lechem Poznań (2:3). Właśnie ten mecz, rozegrany sporo ponad 13 lat od ligowego debiutu, był ostatnią grą Romana Mrugały.   
W reprezentacji Polski debiutował w rozegranym 25 września 1938 spotkaniu z Łotwą (1:2), drugi i ostatni raz zagrał 13 listopada 1938 w meczu przeciwko Irlandii (2:3). W debiucie rozegrał pełne 90 minut, zaś w meczu pożegnalnym wystąpił przez jedynie 33 minuty - najpierw zmienił kontuzjowanego Edwarda Madejskiego, a następnie sam musiał opuścić boisko, kopnięty w głowę przez irlandzkiego zawodnika Bradshawa. Bywał jeszcze potem powoływany do kadry w roli rezerwowego bramkarza dla podstawowego w 1939 golkipera kadry - Adolfa Krzyka z Brygady Częstochowa. 
Po zakończeniu piłkarskiej kariery został trenerem, pracował w wielu klubach na Dolnym i Górnym Śląsku.

## Sukcesy
- wicemistrzostwo Polski: 1937
- III miejsce Mistrzostw Polski: 1946, 1947
- 2 mecze w reprezentacji Polski (1938)